# CpG位点
CpG位点（英語：CpG sites，或称为CG位点）是指DNA的某个区域，其上的碱基序列以胞嘧啶接着鸟嘌呤出现。“CpG”是“—C—磷酸—G—”的缩写 ，指磷酸二酯键连接了胞嘧啶和鸟嘌呤，其中C位于5'端而G位于3'端。
在CpG位点中的胞嘧啶可以被甲基化为5-甲基胞嘧啶。在哺乳动物中，基因内CpG位点的甲基化会改变此基因的表达，对这一表达调控的研究是表观遗传学的重要组成部分。涉及添加甲基基团的酶称为DNA甲基转移酶。
在哺乳动物中，70%到80%的CpG位点的胞嘧啶是甲基化的。
未甲基化的CpG位点可以被免疫系统的浆细胞样树突状细胞、单核细胞、NK细胞和B细胞上的TLR9（Toll样受体9）识别，来检测体内的微生物感染。

不要混淆CpG位点（左）和C:G配对（右）

## 在脊椎动物基因组中的出现频率

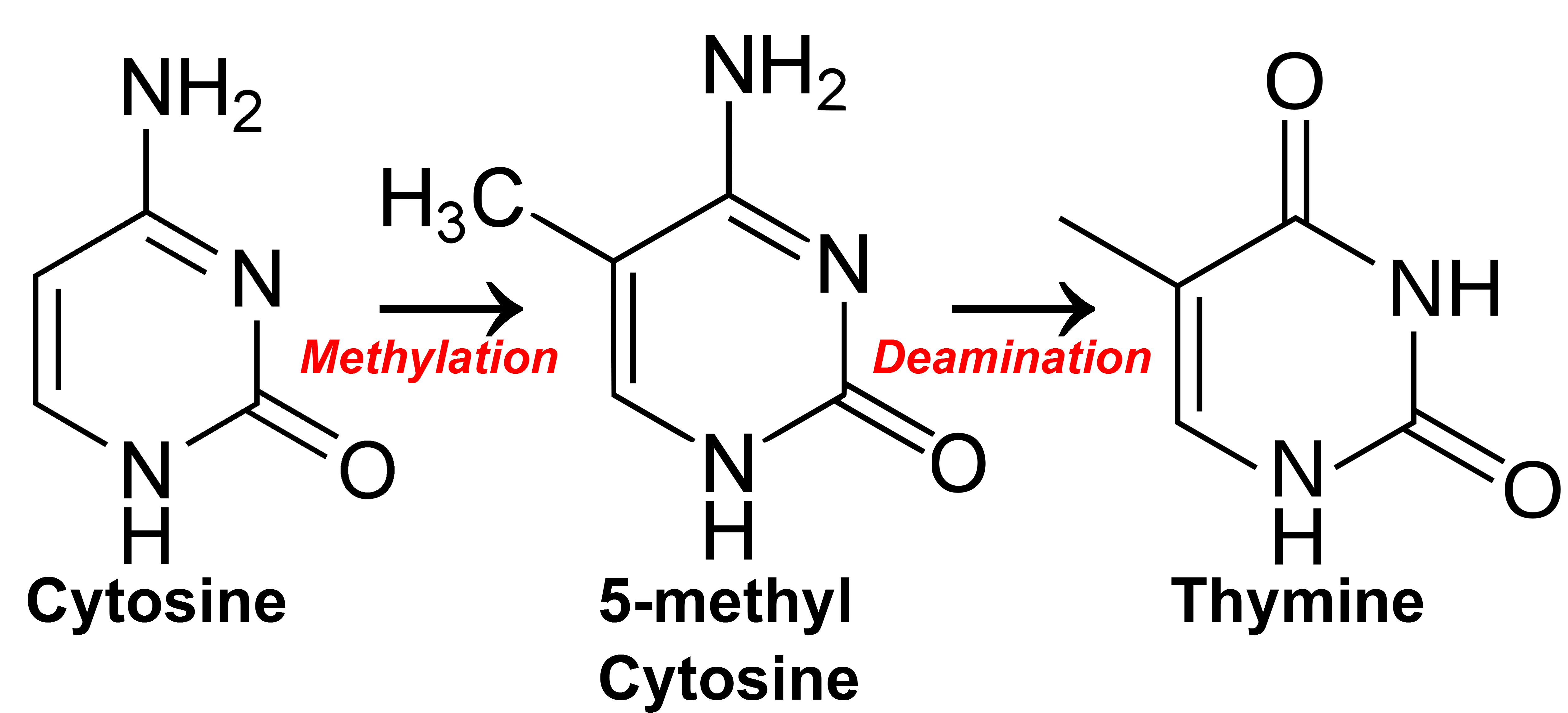
CpG位点的胞嘧啶被甲基化再脱氨变成胸腺嘧啶的过程

一个被发现已久的现象：相对于正常的随机概率期望，CpG位点在脊椎动物基因组中出现的概率非常低。以人类基因组为例（GC含量约为42%），CpG位点的出现概率应为0.21*0.21 = 4.41%；而人类基因组中CpG的实际含量约为1% -- 这尚未达到随机概率的四分之一。根据E Scarano等的论文，这一现象发生的原因是脊椎动物基因组中CpG的胞嘧啶被甲基化为5-甲基胞嘧啶后再发生脫氨作用变成胸腺嘧啶，从而形成了从C到T的突变，致使CpG位点的出现概率降低。这种现象被称为CG抑制（CG suppression）。

## CpG岛
CpG岛是一个富含CpG位点的区域，但客观精确描述所谓“富含”的定义尚不明确。通常对于CpG岛的正式定义为：一个长度至少为200bp的片段，其GC含量高于50%，且“观察期望比”（observed-to-expected）高于60%。
注：观察期望比：即CpG位点的观察值（片段实际含有的CpG位点数目）和“期待值”的比值。“期待值”通常有两种算法：（C*G）/LS或（（C+G）/2）^2/LS。其中，C、G代表胞嘧啶和鸟嘌呤的数目；LS代表片段长度（length of sequence）。
很多哺乳动物基因组中的CpG岛和基因的起始位点相联系。因此，CpG岛的存在对于基因的预测和解释具有帮助作用。
在哺乳动物基因组中，CpG岛的序列长度通常为300-3000bp，在约40%的基因的啟動子附近都有发现。在人基因组中则有约70%的基因啟動子有高CpG含量。如前文提及，CpG位点的实际存在率比随机概率的结果要低得多。
2002年的某研究阐述了CpG岛的预测规则，使用这种规则可以排除一些高GC含量的基因组序列，如Alu重复序列。基于对人21和22号染色体的完全测序研究成果，长度大于500bp、GC含量高于55%、CpG位点“观察期望比”高于65%的DNA序列更有可能是“真正的”CpG岛。
CpG岛以至少达到60%的理论CpG位点含量（可达到4-6%）为特征，而基因组中平均CpG含量只有约1%（CG抑制）。和在基因编码区中的CpG位点不同，在基因正常表达时，位于基因启动子区中的CpG位点往往不会被甲基化；这种现象表明启动子序列中的CpG位点的甲基化很可能导致基因表达被抑制。DNA甲基化和组蛋白修饰是基因铭印的核心过程。大多数组织间或正常样本和癌症样本间的甲基化差异发生在CpG岛附近（CpG island shores）而非CpG岛内部。

一种CpG岛形成的假说图解：通过未被甲基化，从而在漫长的进化史上保留下来

在脊椎动物中，CpG岛往往位于基因转录起始位点附近，尤其是持家基因。CpG位点有被甲基化的倾向，借助这种甲基化可以分辨新合成的DNA链和母链，这在DNA序列复制后的最终校对环节起重要作用。甲基化的胞嘧啶容易脱氨转变成胸腺嘧啶，导致T/G错误配对。胸腺嘧啶DNA糖苷酶（TDG）是人类用于修复TG错配的酶。但由于CpG位点的稀少性，TDG在理论上没有足够高的效率来消除这些快速发生的突变。通常认为CpG岛存在的原因是因受如下选择压力导致的：需要相对更高的CpG含量、更低的甲基化水平或是调控基因需要。最近也有研究称大多数的CpG岛是由非选择压力形成的。

## 甲基化、基因沉默、癌症与老化
对位于基因启动子内部CpG位点的甲基化可能导致该基因沉默，这种现象在部分人类肿瘤中表现为抑癌基因的沉默。与之对应的，CpG位点的去甲基化则和某些肿瘤的原癌基因过表达相关。甲基化CpG可能激活B细胞、增加抗体、抑制淋巴细胞凋亡、表达促炎细胞因子及TH1型细胞因子，导致全身性免疫疾病产生，或导致SLE、类风湿性关节炎（rheumatoid arthritis）等疾病。妊娠过程中CpG浓度过度升高可能导致妊娠毒血症（preeclampsia）、胎儿早产或畸形等问题。
基于衰老和上万个CpG位点的甲基化重要联系，学者已能根据DNA的甲基化情况对人类和黑猩猩的细胞组织寿命进行精确的预测。

## CpG寡脱氧核苷酸
CpG寡脱氧核苷酸（CpG oligodeoxynucleotide，CpG ODN）是人工合成的CpG类似物，具有临床应用价值。CpG ODN自身通过修饰硫代磷酸酯以抗核酸酶降解，提高稳定性，其免疫 刺激功能广泛应用于各种疾病，而其不同类型决定了不同刺激方式，A型CpG（CpG-A）倾向以双链聚集形式存在，主要激活STING通路，留存于人类pDC细胞早期内体，刺激IFN-α形成；B型CpG（CpG-B）倾向以单链形式存在，激活TLR9通路，从早期内体迅速转移到晚期内体，强烈刺激促炎细胞因子产生；C型CpG（CpG-C）则兼具前两者免疫刺激效果。
CpG ODN作为抗原可刺激CD4+及CD8+ T细胞启动增殖分化程序产生免疫反应，因此通过CpG递送的免疫刺激疗法应时而生，CpG佐剂也得到广泛研究。CpG ODN预先刺激可诱导交叉耐受性（cross tolerance），使机体应对LPS感染时产生更强免疫作用。
细胞内炎症信号通路涉及TLR9及NF-κB激活，游离CpG ODN皆可摄取进入内体，但甲基化CpG ODN因未能定位内体TLR9而缺乏免疫活性，无法激活下游通路，因此CpG-B作为炎症治疗靶点具有潜在价值。实验及临床中，不同CpG-B序列在啮齿类与灵长类动物TLR9中特异性也不同：对小鼠而言，其CpG-B特异性序列为5'GACGTT3'，常用CpG1826（5'TCCATCACGTTCCTGACGTT3'）序列；而人类TLR9激活核心序列为5'GTCGTT3'，在临床治疗及人类细胞相关实验中最常用的序列为CpG2006（5'TCGTCGTTTTGTCGTTTTGTCGTT3'）。